# Synoviální buňka
Synoviální buňky jsou buňky vystýlající kloubní dutiny (vyjma styčných ploch kloubu), kde společně tvoří synoviální membránu (synovium). 
Synoviální membrána je v přímém kontaktu s vnějším a vnitřním prostředím kloubní dutiny. Na vnější (subintimální) straně sousedí s kloubním pouzdrem. Vnitřní (intimální) výstelka membrány je v kontaktu s prostředím kloubní dutiny, kterou vyplňuje synoviální tekutina.
Výstelka vnitřní (intimální) strany synoviální membrány postrádá těsné spojení a bazální membránu. Ve zdravém kloubním spojení je tato výstelka hluboká pouze jednu až dvě buněčné vrstvy, kdežto například v kloubech postižených revmatiodní artritidou může být hluboká až deset buněčných vrstev.

## Typy buněk vnitřní výstelky synoviální membrány
Vnitřní (intimální) výstelka synoviální membrány, je tvořena ze dvou typů buněk. Prvním typem buněk (typ A) jsou specializované makrofágy (angl. „macrophage-like synovial cells“), druhým typem (typ B) jsou fibroblastoidní synoviální buňky (angl. fibroblast-like synoviocytes, FLS). FLS mají tendenci se hromadit v povrchových vrstvách vnitřní synoviální membrány.
Specializované makrofágy mají původ v krevních monocytech. Jsou zodpovědné za odstraňování odpadních a nežádoucích látek ze synoviální tekutiny. Tvoří přibližně 25 % synoviální membrány.
Fibroblastoidní synoviální buňky (FLS) jsou odvozené od mezenchymu. Jejich hlavní a nejdůležitější funkcí je výroba sacharidu hyaluronanu. Spolu s proteoglykanem lubricinem je hyaluronan obsažen v synoviální tekutině. Hyaluronan pomáhá udržovat vysokou viskozitu tekutiny a integritu kloubu.
Některé typy těchto buněk exprimují povrchové markery makrofágů (CD68, Fc receptory, CD14, HLA-DR), jiné typy mohou naopak markery postrádat, v menší míře exprimovat MHC II antigeny, nebo obsahovat pouze malé endoplasmatické retikulum. Fibroblastoidní synoviální buňky (FLS) mají schopnost exprimovat proteiny, které jsou pro mezenchymální buňky neobvyklé, jako např. VCAM-1, CD55 (faktor aktivující rozklad), kadherin-11, uridin, atd.

## Proliferace synoviálních buněk
Specializované makrofágy jsou terminálně diferenciované buňky, které se v kloubním spojení dále nedělí, kdyžto mezenchymálně odvozené FLS se mohou lokálně dělit, jakožto reakce na růstové faktory, které mohou vznikat na základě imunitní odpovědi. I když k lokální proliferaci může ve vnější výstelce docházet, děje se tak velmi vzácně.

## Synoviální tekutina
Synoviální tekutina obsahuje jako hlavní složky kyselinu hyaluronovou a filtrát krevní plazmy, která do kloubu vstupuje ze subsynoviálních kapilár.  Je v malém množství přítomná v kloubních dutinách, kde má důležitou roli v rámci výživy a ochrany kloubu. Kyselina hyaluronová zajišťuje vysokou viskozitu tekutiny. 